# Yoshi’s Story
Yoshi’s Story (яп. ヨッシーストーリー Ёсси: Суто:ри:) — платформер, изданный и разработанный компанией Nintendo для игровой системы Nintendo 64 в 1997 году. Игра была выпущена в Японии в декабре 1997 года, а по всему миру — в следующем году. Впоследствии игра была переиздана для игровых систем Wii, Wii U и Nintendo Switch.
Разработка велась студией Nintendo EAD под руководством Хидэки Конно и Такаси Тэдзуки. Это был первый платформер серии Yoshi, который не продюсировал и не режиссировал Сигэру Миямото, хотя он внёс вклад в дизайнерские идеи и выступил в роли супервайзера проекта. Музыку к игре написал Кадзуми Тотака, который также озвучил персонажа Йоши. Являясь продолжением игры Yoshi’s Island для Super Nintendo Entertainment System, она развивает жанр платформера с похожим игровым процессом. Однако Yoshi’s Story больше ориентирована на решение головоломок, при этом большинство задач связано с продуманным набором максимального количества очков. Действие игры происходит в объёмной книге сказок, она содержит яркую пререндеренную трёхмерную графику, изображающую миры, созданные из различных материалов, таких как картон, ткани, пластик и дерево. Игра получила неоднозначные оценки критиков, которые негативно отнеслись к её низкому уровню сложности, хотя художественный стиль, звуковое оформление и графика были отмечены положительно.

## Игровой процесс
В главном меню игрок может выбрать один из двух игровых режимов: сюжетный режим и режим испытаний. При выборе любого из режимов игрок может выбрать уровень, узнать, какой фрукт будет счастливым фруктом, и выбрать Йоши желаемого цвета для игры. В начале игры режим испытаний не содержит доступных уровней, поскольку их необходимо разблокировать, пройдя в сюжетном режиме.
На каждом уровне цель состоит в том, чтобы заполнить фруктовый индикатор, съев 30 фруктов. Они встречаются в большом количестве на каждом уровне: разбросанные по местности, плавающие в пузырях или переносимые некоторыми противниками. Элемент головоломки в игре побуждает игрока применять стратегию для достижения высокого счёта. Например, игрок получает больше очков за поедание одного вида фрукта подряд, и ещё больше, если фрукт является любимым или счастливым фруктом. Дыни дают наибольшее количество очков, и на каждом уровне спрятано ровно 30 дынь. Кроме того, на каждом уровне скрыты ценные секреты, которые вносят вклад в общий счёт.
Уровни распределены по шести страницам, каждая из которых содержит четыре уровня. Уровни отсортированы по сложности, и выбор конкретного уровня для прохождения осуществляется индивидуально для каждой страницы. В то время как первая страница всегда отображает четыре уровня, следующие страницы изначально ограничены только одним уровнем. Чтобы разблокировать остальные уровни, игрок должен найти и собрать Особые сердца. Каждый уровень содержит три собираемых сердца, и количество собранных сердец определяет число дополнительных уровней, которые будут разблокированы на следующей странице. Например, если игрок соберёт два сердца во время прохождения уровня, ему будет разрешено выбирать из уровней 1, 2 и 3 на следующей странице.
Способности Йоши включают бег, приседание, прыжки, удар сверху, кратковременное парение и метание яиц. Яйца больше не отскакивают от стен и земли, а у Йоши больше нет возможности выплёвывать врагов, которые превращаются в яйца сразу после проглатывания. В игре можно разблокировать два цвета Йоши — Белого Йоши и Чёрного Йоши. При обнаружении обоих персонажей игрок получает две дополнительные жизни.

## Сюжет
Йоши жили на острове Йоши, где плодоносящее Супер Счастливое Дерево (англ. Super Happy Tree) поддерживало постоянное состояние радости. Малыш Боузер, позавидовав этому счастью, накладывает заклятие, превращающее остров в объёмную книгу сказок. Он похищает Супер Счастливое Дерево, что ослабляет Йоши и погружает их в уныние.
Шести яйцам удалось выжить и из них вылупились детёныши. Видя плачевное состояние окружающего мира, маленькие Йоши осознают наличие проблемы и принимают решение противостоять унынию. Они начинают путешествие за Супер Счастливым Деревом для возвращения радости на остров.
По пути к замку Малыша Боузера Йоши должны пройти через шесть страниц книги сказок, встречая шесть различных областей острова. Хотя каждая страница содержит по четыре уровня, путь к замку Малыша Боузера состоит только из одного уровня на страницу. Достигнув замка и пройдя один из заключительных уровней, выбранный Йоши встречается с Малышом Боузером в финальном сражении. После победы над ним заключительное повествование рассказывает историю каждой из шести страниц и уровней, пройденных Йоши, заканчиваясь сценой с Йоши, окружившими Супер Счастливое Дерево. При поражении персонажа воспроизводится видеоролик с похищением Йоши слугами Камека, что удаляет данного персонажа из игрового процесса.

## Разработка
Первоначально игра носила название Yoshi’s Island 64 и разрабатывалась для дисковода 64DD, но затем была перенесена на картридж. Игру разрабатывала команда Yoshi’s Island под руководством Хидэки Конно и при участии продюсера Такаси Тэдзуки. Первый промо-ролик игры был показан на Nintendo Space World в ноябре 1996 года. Yoshi’s Island 64 представляла яркие красочные миры с пререндеренной трёхмерной графикой и полигональной анимацией, а также демонстрировала возможности Nintendo 64 по запуску двумерных игр. Сигэру Миямото заявил, что двумерный формат был необходим для создания художественного стиля графики, который хотела реализовать команда разработчиков. Nintendo описала игру как «2,5D». Название игры было в итоге изменено на Yoshi’s Story, что было анонсировано в августе 1997 года вместе с выпуском промо-скриншотов предстоящих игр. Вскоре после этого было отмечено, что игра получит расширение картриджа с 96 до 128 мегабит. Завершённая игра была представлена на Nintendo Space World в ноябре 1997 года.
После выхода игры в Японии 21 декабря 1997 года международный выпуск был отложен с четвёртого квартала 1997 года на 9 февраля 1998 года. Критики отмечали, что игра была слишком простой и недостаточно сложной. Nintendo of America потребовала повысить уровень сложности игры. Дополнительное время, выделенное на доработку игры, позволило внести несколько изменений в международную версию, включая улучшение графики; добавление белых ограждений на картонных уровнях; блоки яиц с цветами, соответствующими играемому Йоши; новое расположение некоторых предметов; слегка изменённую концовку при прохождении уровня только с дынями; и дополнительные секреты, включая скрытые формации монет, образующие буквы. Кроме того, обновлённая версия также добавила функцию сохранения в сюжетный режим, позволяющую игроку продолжить игру с последней достигнутой страницы.

### Звуковое оформление
Общие звуковые эффекты игры были созданы Хадзимэ Вакаи, а набор голосовых выражений для Йоши записал Кадзуми Тотака. Кроме озвучивания персонажа Йоши, Кадзуми Тотака выступил композитором музыки к игре. В игре реализован интерактивный саундтрек с динамически изменяющейся музыкой. Например, когда Йоши получает повреждения и у индикатора настроения не остаётся лепестков, музыка снижается по тону и замедляется по темпу, отражая его подавленное состояние. Однако если Йоши съедает фрукт-сердечко и переходит в состояние супер-счастья, музыка мгновенно сменяется на рок-версию проигрываемой темы. Тотака поместил в игру свою характерную мелодию из 19 нот, которую можно услышать на экране выбора курса в режиме испытаний после восьмикратного воспроизведения фоновой музыки.
До выхода игры в Северной Америке был выпущен промо-саундтрек под названием Music to Pound the Ground To: Yoshi’s Story Game Soundtrack. Изданный компанией The Original Shape CD, Inc., 15-трековый компакт-диск отличался тем, что повторял форму изображения на диске, воспроизводя голову Йоши. Однако асимметричная форма диска создавала проблемы совместимости с большинством стационарных CD-проигрывателей. Полный саундтрек был выпущен в Японии 4 февраля 1998 года издательством Pony Canyon. Третий и последний выпуск саундтрека, Love, Peace & Happiness: The Original Yoshi’s Story Soundtrack, содержал 28 треков и был выпущен в Германии компанией Nintendo of Europe 9 апреля 1998 года.

### Техническая демонстрация для Game Boy Advance
Когда Nintendo представила Game Boy Advance американским разработчикам игр 10 апреля 2000 года, одной из доступных демонстраций была техническая версия, основанная на Yoshi’s Story. Она была специально разработана для демонстрации графических возможностей Game Boy Advance и включала в себя вступительное демо и один зацикленный уровень. Во вступлении отображался пререндеренный вращающийся остров, напоминающий по форме Йоши, использовавший функцию аффинного поворота и масштабирования системы (аналогичную режиму Mode 7 игровой системы Super Nintendo) для рендеринга морского пейзажа в перспективе. Дизайн уровня демо-версии был основан на красочной картонной тематике Yoshi’s Story. Однако игровой процесс значительно отличался от оригинальной игры. Например, Йоши не мог использовать свой язык и не мог бросать яйца, несмотря на возможность их получения. На скриншотах демо-версии присутствуют гигантские Шай Гай, которые были разработаны в первую очередь для демонстрации превосходства системы над ограничением Game Boy Color в 10 спрайтов на строку. Несмотря на то, что Nintendo опубликовала промо-изображение Game Boy Advance с запущенной демо-версией, она так и не была выпущена в качестве завершённой игры. Демо-версия была восстановлена и продемонстрирована её функциональность как игры.

### Переиздания
Yoshi’s Story была перевыпущена в сервисе Virtual Console для Wii в октябре 2007 года и для Wii U в начале 2016 года. Переиздание игры состоялось также в сервисе Nintendo Classics в октябре 2021 года.

## Маркетинг и продажи
По данным японского журнала Famitsu, в день выхода в Японии было продано 53 428 копий Yoshi’s Story. Игра заняла седьмое место в топ-10 самых продаваемых видеоигр по версии Famitsu. К 4 января 1998 года в регионе было продано дополнительно 118 502 копии, при этом игра переместилась на восьмое место. К концу того же года общие продажи Yoshi’s Story в Японии составили 618 789 копий, что сделало её 27-й самой продаваемой видеоигрой в стране в 1998 году. На немецком рынке с января по сентябрь 1998 года было продано 150 000 экземпляров игры. Это позволило ей занять шестое место среди самых продаваемых консольных игр региона за данный период.
Компания Nintendo планировала выпустить Yoshi’s Story в Северной Америке к рождественским праздникам 1997 года, однако выпуск был отложен до марта 1998 года. Представитель Nintendo заявил, что задержка была обусловлена «требованиями к высочайшему качеству продукта». После завершения разработки Nintendo первоначально отгрузила 800 000 копий из Японии американским розничным продавцам. Продавцы опасались нехватки товара (как это произошло с GoldenEye 007), но представитель Nintendo заверил, что поставка удовлетворит спрос.
Для продвижения игры в США Nintendo отправляла рекламные материалы прямой почтовой рассылкой недавним покупателям консолей, размещала рекламу в игровых и детских журналах, а также транслировала 30-секундные телевизионные ролики на каналах NBC, Fox Kids, Kids' WB, Nickelodeon и Cartoon Network во время детских программ. 7 марта 1998 года Nintendo провела предварительную презентацию игры в городе Лизард Лик, штат Северная Каролина, с населением 1300 человек. Мероприятие включало тематические конкурсы для детей и игровые терминалы, позволявшие посетителям опробовать игру. Хотя выход Yoshi’s Story изначально планировался на 9 марта 1998 года, он был отложен из-за штормов Эль-Ниньо. Игра была выпущена на следующий день, 10 марта 1998 года.
Согласно статье в Financial Times, поздний выход игры, недостаточные поставки и ошибки в дистрибуции привели к слабым продажам Yoshi’s Story в США. В течение месяца цена на игру была снижена более чем на 50 %. Тем не менее, 23 августа 1998 года Yoshi’s Story была переиздана в рамках программы Player’s Choice. Аналитическая компания PC Data, отслеживавшая продажи в Соединённых Штатах, сообщила, что к концу 1998 года игра была продана тиражом 679 219 экземпляров, принеся доходы в размере 32,6 миллиона долларов. Это позволило ей занять восьмое место среди самых продаваемых игр для Nintendo 64 в стране за год. По данным исследовательской группы NPD Group, Yoshi’s Story заняла 16-е место среди самых продаваемых видеоигр в США в 1998 году.

## Критика
| Сводный рейтинг    | Сводный рейтинг |
| Агрегатор          | Оценка          |
| ------------------ | --------------- |
| GameRankings       | 60%             |
| Metacritic         | 65/100          |
| Иноязычные издания |                 |
| Издание            | Оценка          |
| AllGame            | 2.5/5           |
| Edge               | 7/10            |
| EGM                | 6.625/10        |
| Game Informer      | 8.5/10          |
| GameSpot           | 5.3/10          |
| IGN                | 7/10            |
| Next Generation    | 2/5             |

Yoshi’s Story имеет рейтинг 65 из 100 баллов на Metacritic на основе восьми обзоров, что соответствует категории «неоднозначные отзывы». После первоначального выпуска критики положительно оценили музыку игры, простоту управления и графику, особенно органичное сочетание рендеренных объектов с рисованными элементами. Однако они также отмечали чрезмерную простоту игры, особенно по сравнению с предшественницей Yoshi’s Island, и считали её слишком короткой и лёгкой, чтобы оправдать стоимость. Джон Риччарди из Electronic Gaming Monthly писал, что «поклонники оригинальной Yoshi’s Island могут быть разочарованы простотой этого продолжения», а его коллега Криспин Бойер отмечал: «Nintendo справилась почти со всем — управление, графика, музыка и звуковые эффекты выполнены на высоком уровне. Но почему не хватает уровней, боссов и секретов для более продолжительной игры?» Журнал Edge также выделил пререндеренную графику игры за разнообразие цветов и сценариев, но критиковал игровой процесс за чрезмерную лёгкость и недостаток вызова. Критики в целом расценивали изменения, внесённые в международную версию, как положительные, но недостаточные для устранения краткости игры и низкого уровня сложности.
Большинство обзоров отмечали, что маленькие дети, на которых явно была рассчитана игра, найдут её привлекательной. Джо Филдер из GameSpot отметил, что Yoshi’s Story «была создана таким образом, чтобы младшие игроки могли быстро пройти её и почувствовать удовлетворение от достижения», и назвал её «достойной лишь кратковременного знакомства». Среди немногих более положительных отзывов Game Informer высоко оценил необычное художественное оформление игры, уникальную систему прогрессии и множество скрытых секретов. Журнал Next Generation заявил, что «Yoshi’s Story могла бы стать новым этапом в развитии двумерных платформеров. Вместо этого она скорее свидетельствует о проблемах в жанре».
GamePro посчитал качественную графику игры её главным достоинством, отмечая, что Yoshi’s Story заинтересует младших игроков, но старшим игрокам стоит её избегать. Издание также отмечало, что аналоговое управление излишне чувствительное и вызывает раздражение, и что в игре должна была быть возможность использования крестовины контроллера Nintendo 64. Пир Шнайдер из IGN, напротив, заявил, что аналоговое управление было единственным игровым элементом, в котором Yoshi’s Story превосходила Yoshi’s Island, высоко оценив его простоту использования. Он подвёл итог своих неоднозначных впечатлений об игре: «В лучших своих проявлениях дизайн уровней сопоставим с оригинальными играми серии Mario и впечатляет инновационным управлением, качественной графикой и оригинальными уровнями. Но порой Yoshi представляет собой простое прохождение уровней, которые содержат заимствованные игровые идеи, неоригинальную планировку и примитивных противников».
17 сентября 2007 года состоялся первый выпуск Yoshi’s Story в сервисе Virtual Console для игровой системы Wii. Обзоры версии для Virtual Console были прохладными. GameSpot присвоил загружаемой версии оценку 4,0 из 10, указав, что «Подобно многим другим играм Nintendo 64, которые были перенесены в сервис Virtual Console для Wii, Yoshi’s Story подверглась скромному графическому обновлению, заменившему ранее размытые текстуры на резкие объекты и существенно уменьшившему замедления в боях с боссами. Платой за это стал отказ от поддержки вибрации, как и в случае с другими переизданиями игр N64». Аналогично своему обзору оригинального релиза, издание подвергло критике недостаток интересных решений в дизайне и отсутствие сложности. В обзоре версии для Virtual Console редактор IGN Лукас М. Томас поставил игре 6,0 из 10 баллов, написав: «Это лишено смысла. И хуже того — не затягивает». Воспроизводя критику краткости и низкой сложности из современных обзоров, Томас заключил, что ретроспективно Yoshi’s Story положила начало снижению популярности франшизы Yoshi и плохо выдерживала сравнение с недавними играми серии, такими как Yoshi’s Island DS.
В 2020 году Screen Rant дал положительную оценку художественному стилю игры, отметив, что «Отчётливое 2D-оформление и красочная эстетика книги сказок обеспечивают ей непреходящие качества».